# 1973–1974-es magyar jégkorongbajnokság
A 37. első osztályú jégkorongbajnokságban négy csapat indult el. A mérkőzéseket 1973. november 21. és 1974. február 26. között a Kisstadionban és a Megyeri úti jégpályán rendezték meg. 
Két meccset az 1973. november 7-én átadott dunaújvárosi műjégpályán játszották le. Érdemes megjegyezni, hogy a dunaújvárosi volt az ország első vidéki jégpályája.
1973-ban bejelentette a BKV Előre csapatának megszűnését. Így egészen 1980-ig csak négy csapat játszott a bajnokságban.

## OB I. 1973/1974
|    | Csapat       | M  | GY | D | V  | GK      | Pont |
| -- | ------------ | -- | -- | - | -- | ------- | ---- |
| 1. | Ferencváros  | 30 | 24 | 2 | 4  | 230-101 | 50   |
| 2. | Újpest Dózsa | 30 | 17 | 2 | 11 | 159-136 | 36   |
| 3. | BVSC         | 30 | 9  | 2 | 19 | 111-160 | 20   |
| 4. | Bp. Volán SC | 30 | 7  | 0 | 23 | 103-206 | 14   |

## A bajnokság végeredménye
1. Ferencvárosi TC

2. Újpest Dózsa

3. BVSC

4. Budapesti Volán SC

## A Ferencváros bajnokcsapata
Bácskai János, Bikár Péter, Deák Miklós, Enyedi Ferenc, Farkas András, Farkas Péter, Fáncsi Ferenc, Földi Gábor, Gogolák László, Hajzer János, Hajzer Tibor, Havrán Péter, Kassai György, Kereszty Ádám, Krasznai János, Kovács Antal, Ladányi Gábor, Mészöly András, Molnár Károly, Muhr Albert, Póth János, Schilling Péter, Szklenár Pál, Szabó Gábor, Treplán Béla
Edző: dr. Jakabházy László